# Welterbe in Tansania

Zum Welterbe in Tansania gehören (Stand 2017) sieben UNESCO-Welterbe-Stätten, darunter drei Stätten des Weltkulturerbes, drei Stätten des Weltnaturerbes und eine gemischte Kultur- und Naturerbestätten. Tansania hat die Welterbekonvention 1977 ratifiziert, die erste Welterbestätte wurde 1979 in die Welterbeliste aufgenommen. Die bislang letzte Welterbestätte wurde 2006 eingetragen, eine Stätte steht auf der Roten Liste des gefährdeten Welterbes.

## Welterbestätten
Die folgende Tabelle listet die UNESCO-Welterbestätten in Tansania in chronologischer Reihenfolge nach dem Jahr ihrer Aufnahme in die Welterbeliste (K – Kulturerbe, N – Naturerbe, K/N – gemischt, (G) – auf der Liste des gefährdeten Welterbes).
| Bild                                     | Bezeichnung                               | Jahr | Typ   | Ref. | Beschreibung |
| ---------------------------------------- | ----------------------------------------- | ---- | ----- | ---- | --- |
| (weitere Bilder)                         | Schutzgebiet Ngorongoro (Lage)            | 1979 | K/N   | 39   | ursprünglich rein als Naturerbe eingetragen, seit 2010 auch Kulturerbe |
| (weitere Bilder)                         | Nationalpark Serengeti (Lage)             | 1981 | N     | 156  | Die Serengeti ist eine baumarme Savanne im Norden von Tansania und geht bis in den Süden Kenias. |
| Fort von Kilwa Kisiwani (weitere Bilder) | Ruinen von Kilwa Kisiwani und Songo Mnara | 1981 | K     | 144  | Kilwa Kisiwani (Lage) und Songo Mnara (Lage) sind Ruinenstätten zweier Hafenstädte aus dem 13. bis 16. Jahrhundert, die auf zwei dem Festland vorgelagerten Inseln liegen. Stand von 2004 bis 2014 auf der Roten Liste |
| (weitere Bilder)                         | Wildreservat Selous                       | 1982 | N (G) | 199  | seit 2014 auf der Roten Liste des gefährdeten Welterbes |
| (weitere Bilder)                         | Nationalpark Kilimandscharo               | 1987 | N     | 403  | Der 1973 gegründete Kilimandscharo-Nationalpark umfasst das Kilimandscharo-Massiv, zu dem unter anderem dessen tropische Regenwälder und die Berge Kibo, Mawenzi und Shira gehören.                                    |
| (weitere Bilder)                         | Steinerne Stadt von Sansibar              | 2000 | K     | 173  | ältester Stadtteil von Sansibar, der Hauptstadt des tansanischen Teilstaates Sansibar |
| (weitere Bilder)                         | Stätten der Felsbildkunst in Kondoa       | 2006 | K     | 1183 | |

## Tentativliste
In der Tentativliste sind die Stätten eingetragen, die für eine Nominierung zur Aufnahme in die Welterbeliste vorgesehen sind.

### Aktuelle Welterbekandidaten
Mit Stand 2022 sind sechs Stätten in der Tentativliste von Tansania eingetragen, die letzte Eintragung erfolgte im April 2022. Die folgende Tabelle listet die Stätten in chronologischer Reihenfolge nach dem Jahr ihrer Aufnahme in die Tentativliste.
| Bild                                 | Bezeichnung                                 | Jahr | Typ | Ref. | Beschreibung |
| ------------------------------------ | ------------------------------------------- | ---- | --- | ---- | --- |
|                                      | Oldonyo Murwak                              | 1997 | K   | 848  | |
| (weitere Bilder)                     | Gombe-Nationalpark (Lage)                   | 1997 | N   | 849  | Er wurde bekannt durch die hier lebenden Schimpansen und den mit ihnen verbundenen Schimpansenkrieg von Gombe, die hier seit 1960 von der britischen Primatenforscherin Jane Goodall beobachtet werden. |
| (weitere Bilder)                     | Naturschutzgebiet Jozani-Chwaka Bay (Lage)  | 1997 | N   | 850  | |
| Eastern Arc Mountains                | Eastern Arc Mountains                       | 2006 | N   | 2085 | |
| Zentrale Sklaven- und Elfenbeinroute | Zentrale Sklaven- und Elfenbeinroute        | 2006 | K   | 2095 | |
| (weitere Bilder)                     | Paläontologische Stätte von Tendaguru (TPS) | 2022 | N   | 6615 | weltbekannte Lagerstätte für Dinosaurierfossilien aus dem Oberjura. Stand bereits zwischen 1989 und 1996 auf der Tentativliste.                                                                         |

### Ehemalige Welterbekandidaten
Diese Stätten standen früher auf der Tentativliste, wurden jedoch wieder zurückgezogen oder von der UNESCO abgelehnt. Stätten, die in anderen Einträgen auf der Tentativliste enthalten oder Bestandteile von Welterbestätten sind, werden hier nicht berücksichtigt.
| Bild               | Bezeichnung                               | Jahr      | Typ | Ref. | Beschreibung                                                                                |
| ------------------ | ----------------------------------------- | --------- | --- | ---- | ------------------------------------------------------------------------------------------- |
| Fundstätte Laetoli | Fundstätte Laetoli (Lage)                 | 1989–1996 | N   |      | bedeutende paläontologische Fundstelle von Fossilien aus dem Pliozän im Norden von Tansania |
|                    | Ruinenpark Engaruka                       | 1989–1996 | K   |      |                                                                                             |
| (weitere Bilder)   | Lake-Manyara-Nationalpark (Lage)          | 1989–1996 | N   |      |                                                                                             |
| (weitere Bilder)   | Tarangire-Nationalpark (Lage)             | 1989–1996 | N   |      | Im Norden Tansanias in der Nähe des Manyara-Sees. Wird vom Tarangire-Fluss durchflossen.    |
| (weitere Bilder)   | Mahale-Nationalpark (Lage)                | 1989–1996 | N   |      |                                                                                             |
| (weitere Bilder)   | Ruaha-Nationalpark (Lage)                 | 1989–1996 | N   |      |                                                                                             |
|                    | Steinerne Stadt Bagamoyo und Kaole-Ruinen | 1997–2003 | K   |      |                                                                                             |